# Проспект Леся Курбаса
Проспе́кт Ле́ся Ку́рбаса — проспект у Святошинському районі міста Києва, житловий масив Микільська Борщагівка. Пролягає від залізничного шляхопроводу (над платформою станції Борщагівка) і проспекту Любомира Гузара до Кільцевої дороги.
Прилучаються вулиці Пшенична, Івана Дзюби, Сім'ї Стешенків, Академіка Корольова, Василя Верховинця, Героїв Космосу, Володимира Покотила, Гната Юри, Тулузи, Академіка Сєркова, Зодчих; бульвари Миколи Руденка і Жуля Верна.
Проїжджа частина проспекту розділена лінією швидкісного трамвая (станції «Івана Дзюби », «Гната Юри», «Жуля Верна », «Кільцева дорога»).

## Історія
Проспект запроєктований у середині 60-х років XX століття як ланцюг нових вулиць: 12-ї, 15-ї та 16-ї. Прокладений і розпочато забудову — з 1967 року, того ж року дістав назву проспект 50-річчя Жовтня на відзнаку 50-ї річниці Жовтневого перевороту (в радянській історіографії — революції). Сучасна назва — на честь видатного українського режисера і театрального діяча Леся Курбаса — з 2007 року.

## Окремі споруди
У парку «Гамбурзький» розташована церква святого Спиридона Триміфунтського, що належить Українській православній церкві (Московського патріархату). Церква зведена у 2010 році, після принесення до України з Греції мощей святителя у 2009 році. Є першою у Києві церквою, присвяченою святому Спиридону. Храмове свято — 12 (25) грудня. Конструкція церкви — каркасна на бетонному цоколі. Будівлю церкви увінчують п'ять бань, які монтувалися в готовому вигляді. Проєкт виконала архітекторка О. Кругляк.
У будинку № 8 міститься комунальний кінотеатр «Лейпциг».

## Меморіальні дошки
- буд. № 2-б (НДІ «Сатурн») — меморіальна дошка на честь засновника НДІ «Сатурн» (зараз — ВАТ «Сатурн»), президента Міжнародної академії технологічних наук, професора Володимира Миколайовича Алфеєва, який очолював цей заклад у 1968—1974 роках.
- буд. № 2-б — меморіальна дошка на честь лауреата Державних премій СРСР та УРСР, доктора технічних наук, професора Лева Гассановича Гассанова, який очолював НДІ «Сатурн» у 1974—1991 роках.
- Парк, поруч зі школою № 205 — встановлена пам'ятка «Небесній Сотні».